# St. Johannes (Eppinghoven)

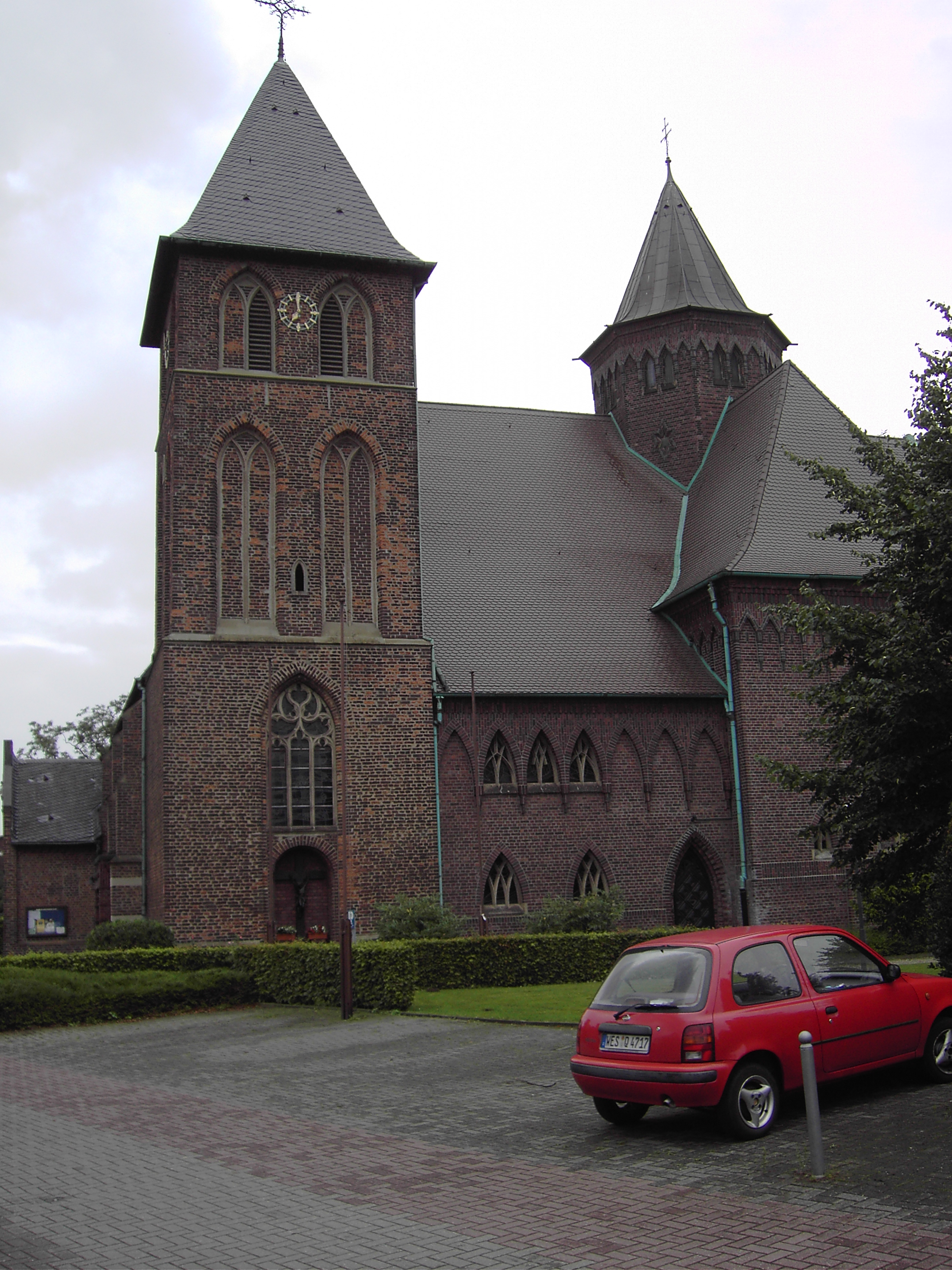
St.-Johannes-Kirche, Kirchturm mit Erweiterungsbau

Die St.-Johannes-Kirche in Eppinghoven ist die römisch-katholische Pfarrkirche in Eppinghoven, einem Stadtteil von Dinslaken. Sie ist dem Evangelisten Johannes geweiht. Zuvor stand an der Stelle der Kirche eine Kapelle, die erstmals in einer Beleihungsurkunde von 1226 nachweisbar ist. Um das Jahr 1450 entstand dann die Kirche, die wegen der stark anwachsenden Gemeinde im Jahre 1927–1928 erweitert wurde. Seit 2011 ist sie Teil der Großpfarrei und Seelsorgeeinheit St. Vincentius in Dinslaken, die sich auf das gesamte Stadtgebiet erstreckt.

## Standort
Die Kirche befindet sich in der Ortsmitte Eppinghovens. Vor der Gebietsreform, die am 1. Januar 1975 in Kraft trat, gehörte der Ort teilweise zu Walsum, heute ein Stadtteil von Duisburg, und teilweise zu Voerde. Das historisch mit Eppinghoven verbundene Wasserschloss Haus Wohnung liegt noch heute auf Voerder Stadtgebiet. Zu Eppinghoven gehört der unmittelbar am Rhein gelegene Ortsteil Stapp. Dort mündet seit 1949 die Emscher in den Rhein. In einem Renaturierungsprojekt soll die Emschermündung in eine Auenlandschaft umgebaut werden.

## Beschreibung
Die Kirche besteht aus zwei Bauteilen: Der alte Teil mit Kreuzgewölbe und Glockenturm wurde 1450 erbaut, der Erweiterungsbau 1927–1928 errichtet. Der alte Teil des Gotteshauses ist eine einschiffige spätgotische Saalkirche aus Backstein-Mauerwerk mit drei Jochen sowie einer polygonalen Apsis und mit Flachbogennischen im Innern.
Das Kirchenschiff und die Apsis werden von Kreuzrippengewölben abgeschlossen. Im Chor ist auf Konsolen und vor Schildbogenvorlagen im Schiff auf kurzen Runddiensten über Kopfkonsolen angesetzt.
An der Südseite wurde die Kirche 1927–1928 nach Entwurf des Weseler Architekten Hermann Merl (1877–1945) durch einen Anbau erweitert. Dessen in expressionistischem Stil gehaltene Architektur umfasst auch gotisierende Elemente wie Spitzbogenfenstern mit Maßwerk. Der Innenraum ist auf achteckigem Grundriss als Zentralbau mit Umgang konzipiert, an den der Chorraum angefügt ist. Durch die ineinander verschachtelten Spitzbögen entstehen zahlreiche Nischen, in denen heute Heiligenfiguren aufgestellt sind. Der Umgang erlaubt Prozessionen im Inneren der Kirche.
Über den abgewalmten Dächern sitzt der oktogonale Vierungsturm mit Kupferblech-Deckung, durch dessen Fenster und in der Hauptkuppel angeordnete Rundöffnung Tageslicht in den Innenraum einfällt.

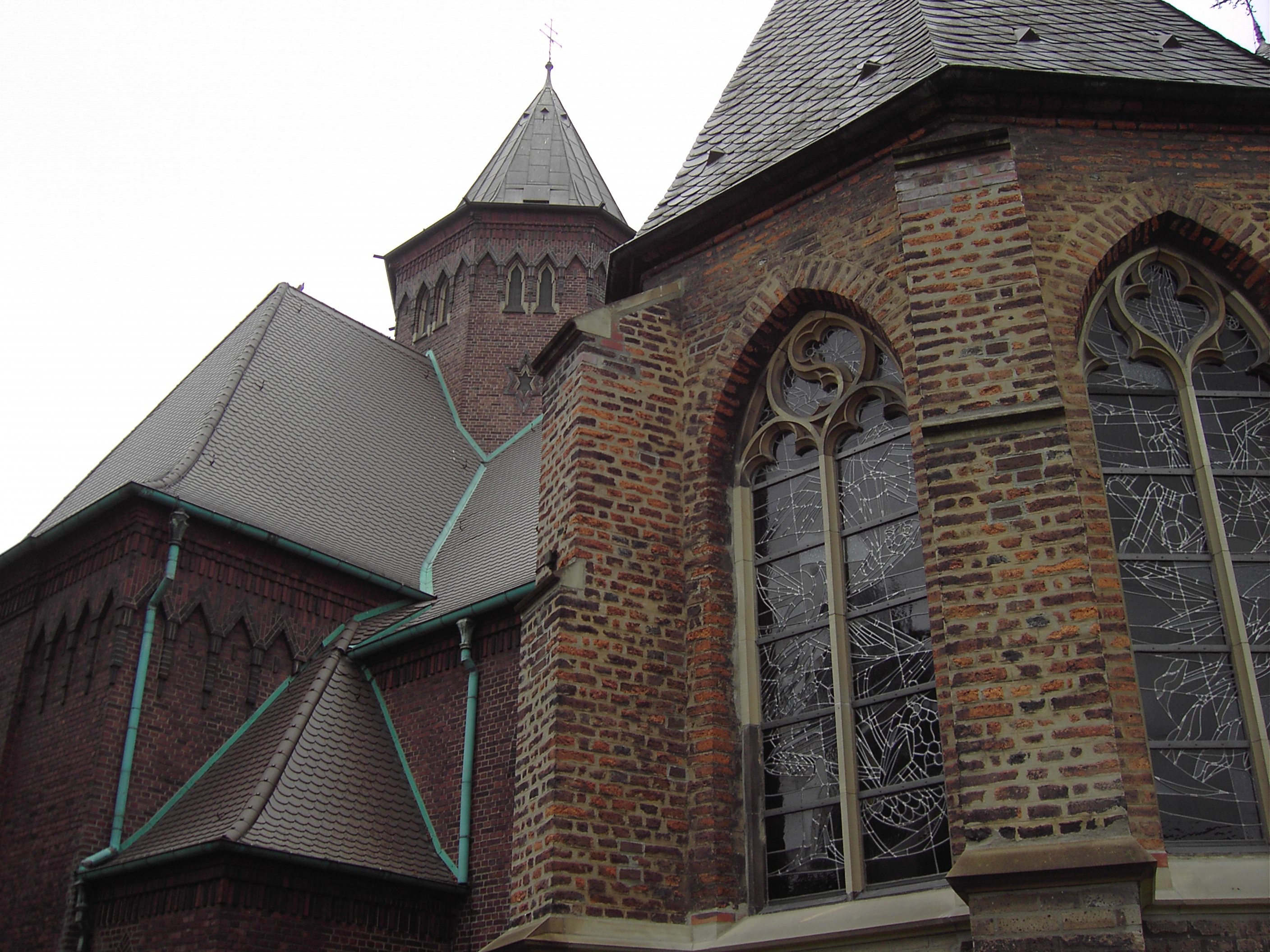
Chor des alten Teils der Kirche
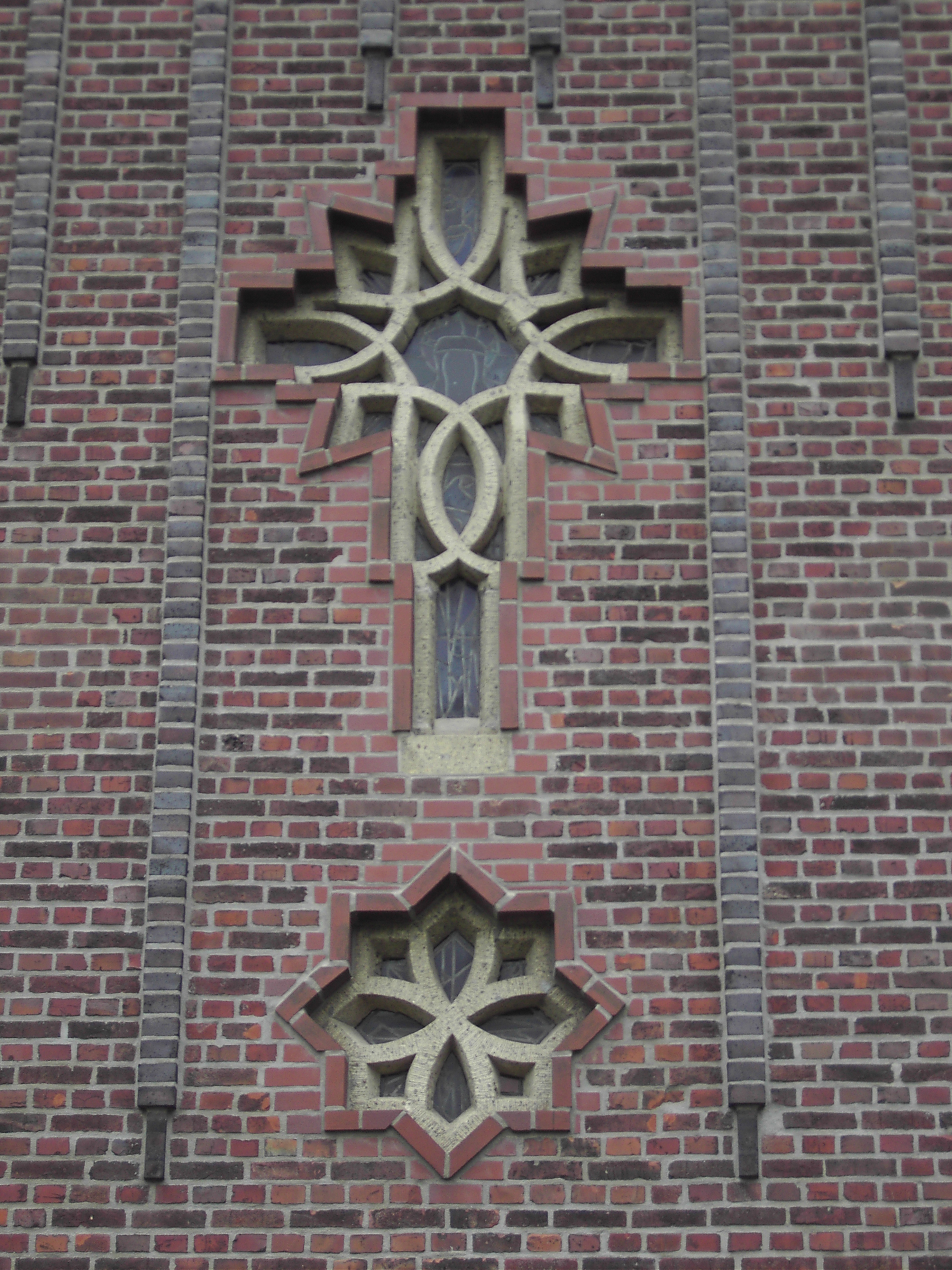
Chorfenster Außen
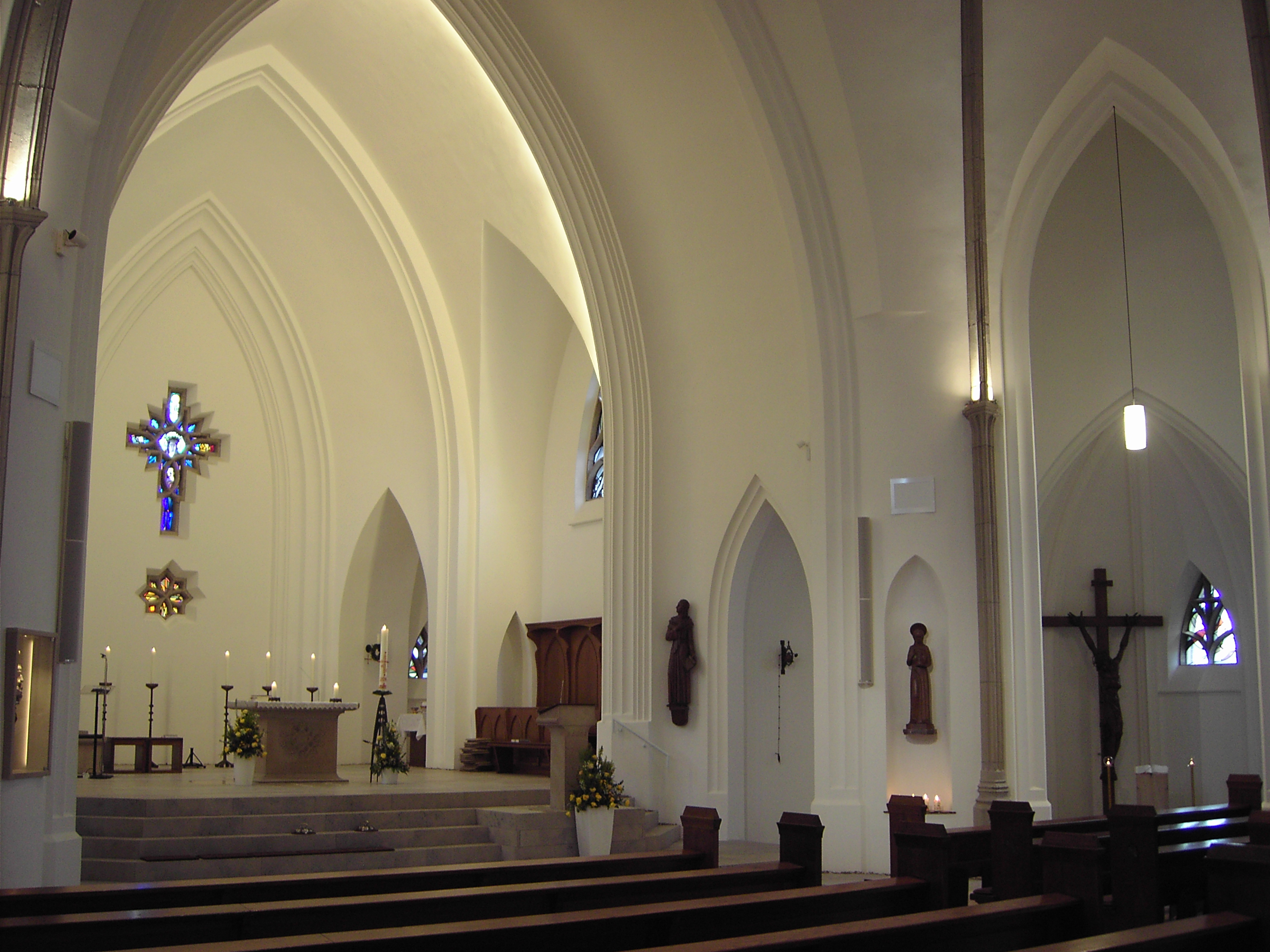
Blick in den Chorraum und in der Seitenkapelle
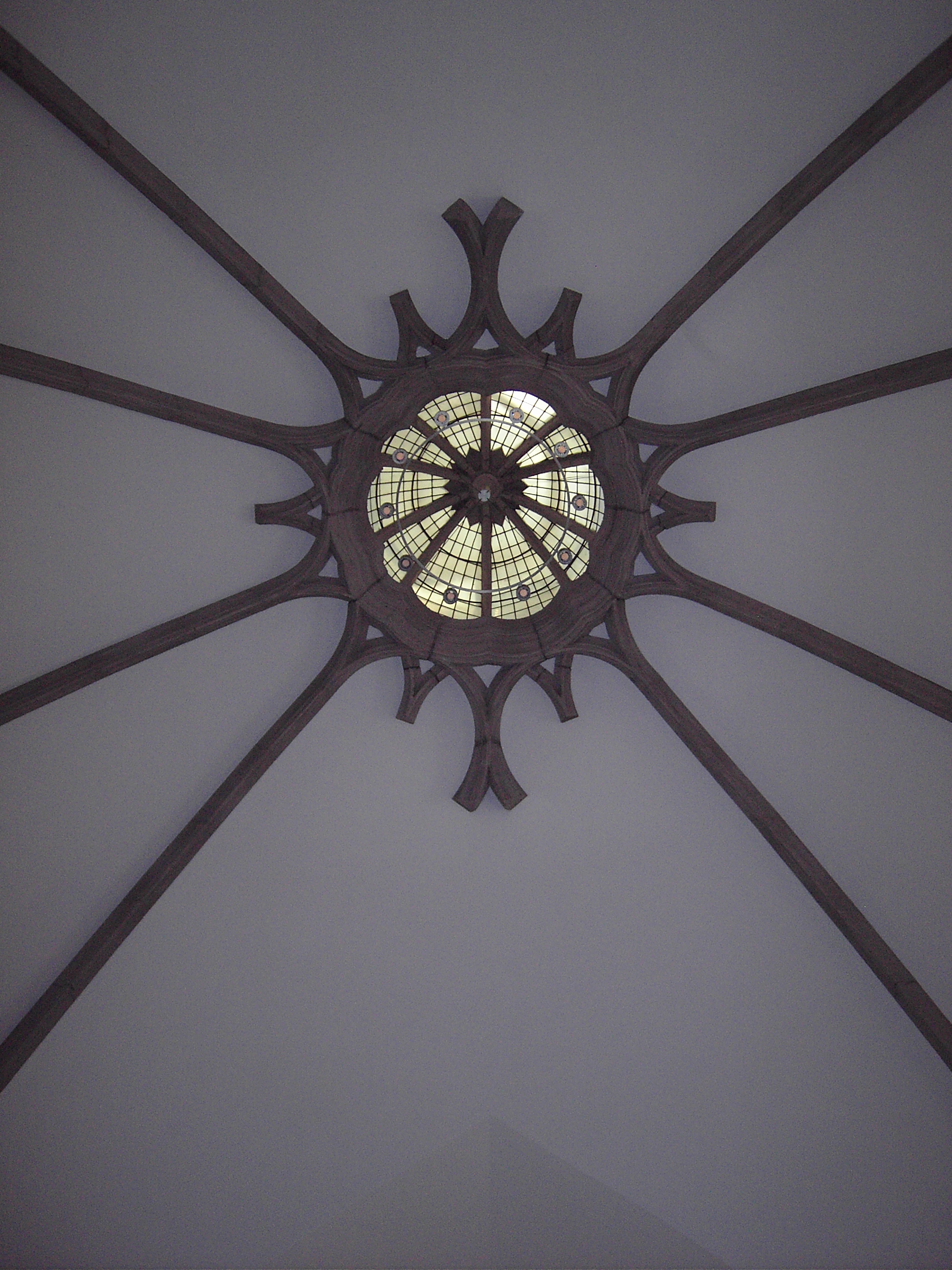
Rundöffnung in der Hauptkuppel

## Geschichte
Vermutlich handelt es sich bei dem uralten Kirchspiel Eppinghoven um eine fränkische Siedlung, angelegt am ältesten Verbindungsweg zwischen Ruhr und Lippe, entlang der Niederrheinterrasse, wo zahlreiche fränkische Ortschaften entstanden. Eppinghoven hieß im 8. Jahrhundert noch Eppinkheim.
Kenntnisse über die Anfänge der Pfarrei St. Johannes Evangelist in Eppinghoven gehen bis auf ein Allod zurück, das die Zisterzienserabtei Altenberg im Jahr 1188 in der Pfarrei hatte. Mit diesem Allod war spätestens seit 1226 eine eigene Kapelle in Eppinghoven verbunden, an der ein Geistlicher mit beschränkten Seelsorgerechten tätig war.
Die Kirchengemeinde St. Johannes in Eppinghoven wurde im Jahr 1236 gegründet. Damals nutzten die herrschaftlichen Familien im Kirchspiel Eppinghoven die Kirche. Während das „gemeine“ Volk an den kirchlichen Hochfesten, wie Weihnachten, Ostern und Pfingsten den Weg zur Mutterkirche nach Götterswickerhamm antreten musste, durften die herrschaftlichen Familien auf Haus Wohnung und Haus „an gen Ende“ (heute Haus Endt) samt ihrer Dienerschaft und den Hofleuten des Altenberger Klosters den Gottesdienst in der Kapelle zu Eppinghoven feiern.
Eppinghoven fiel dabei unter die Herrschaft der Edelherren von Steck. Seine Kapelle wurde 1281 an die Walsumer Kommende (Verwaltungsbezirk eines geistlichen Ritterordens) des Johanniterordens verschenkt.
1289 kauften die Klever Grafen dem Herren Burghardt Steck die Herrschaft Eppinghoven ab, wozu die freien Güter ebenso wie das Patronat der Kapelle gehörten. Zu „seiner und seiner Vorfahren Seelenheil“ übertrug Graf Johann von Kleve 1349 den frommen Brüdern der Johanniter-Kommende das Patronat der Kirche in Götterswick und der dazugehörenden Kapelle in Eppinghoven, so dass die Walsumer Ordensleute ab dieser Zeit nicht nur weltliche, sondern auch geistliche Besitzer der St.-Johannes-Kapelle wurden.
Der Erweiterungsbau der 1920er Jahre wurde auch aus Kollekten der Kirchen der Diözese Münster und einer vom Regierungspräsidenten genehmigten Hauskollekte im Regierungsbezirk Düsseldorf finanziert.
Letzte bauliche Veränderung in der St.-Johannes-Kirche war das Einsetzen neuer, seitlich angeordneter Maßwerkfenster, die moderne Glasmalerei aus den Jahren 1959/1960 zeigen.

## Das Pfarrerwahlrecht
Die katholische Kirchengemeinde St. Johannes in Eppinghoven ist die einzige Gemeinde in Deutschland, die noch seit der Reformationszeit das Pfarrerwahlrecht besitzt.
In früheren Jahrhunderten hatte so manche Kirchengemeinde besondere Vorrechte: Sondereinnahmen, Nutzungsrechte, zusätzliche Geistliche, Ehrentitel zu bestimmten Ämtern, vieles andere mehr und das Recht, sich selbst einen Pastor zu wählen.
Das ursprünglich nur den männlichen Familienoberhäuptern bzw. ihren Witwen vorbehaltene Pfarrerwahlrecht der Eppinghovener hat im 20. Jahrhundert mehrfach Änderungen erfahren, die durch ein anderes Verständnis der Mitverantwortung der Frauen in der Kirche und Gesellschaft bedingt waren. Bei der letzten Pfarrerwahl im Jahre 1987 erweiterte Bischof Reinhard Lettmann das Wahlrecht auf alle Pfarrangehörigen über 18 Jahre.
Wird der Pfarrer sonst durch das bischöfliche Generalvikariat bestimmt, nehmen die Gemeindeglieder von St. Johannes als einzige in Deutschland diese Sache selbst in die Hand. Worauf dieses Privileg zurückging, war selbst 1685 schon nicht mehr bekannt.
Die Wahl soll vom Kirchenvorstand vorbereitet und unter Leitung eines vom Bischof ernannten bischöflichen Wahlkommissars durchgeführt werden. Die Wahlhandlung ist öffentlich. Die Stimmabgabe erfolgt geheim und durch Kenntlichmachung des Gewählten auf dem Stimmzettel ohne Unterschrift.
Obgleich das Il. Vatikanische Konzil einerseits die Mitverantwortung der Laien am Sendungsauftrag der Kirche betont, spricht es sich andererseits unmissverständlich gegen eine gebundene Verleihung der Kirchenämter aus.Damit wurde die Pfarrerwahl als solche nicht abgeschafft, sondern der Auftrag erteilt, sie nach Möglichkeit durch bessere Lösungen zu ersetzen. → siehe Diözesanräte; Pfarrgemeinderäte
Rechtlich ist die Pfarrerwahl in Eppinghoven nach wie vor zulässig, obwohl sie zurzeit ruht.

## Ausstattung
Neben alten Urkunden und einigen Kunstschätzen besaß die St.-Johannes-Gemeinde ein besonderes Kunstwerk: eine holzgeschnitzte Muttergottes, die um 1450 entstanden sein dürfte und als elegante Gestalt mit einem lieblichen Lächeln dargestellt ist. Im November 1981 wurde sie gestohlen; bis heute fehlt von ihr jede Spur. Anhand von Fotografien hat die Gemeinde von einem Holzschnitzer in Oberammergau eine Replik anfertigen lassen.
Der Chorraum der alten Kirche wurde in der Zeit zwischen 1848 und 1905 durch die Gewölbemalerei und durch den holzgeschnitzten Passionshochaltar von Ferdinand Langenberg verändert. In den Fenstern sind seit 1958 moderne Glasmalereien von Egbert Lammers zu sehen.

## Glocken
Die Kirche verfügt über vier Glocken. Drei stammen aus dem Jahr 1954, gegossen von Petit & Edelbrock in Gescher. Die vierte Glocke, die Johannes-Glocke ist deutlich älter. Sie wiegt 300 kg und hat einen Durchmesser von 79 cm, mit dem Ton „b“. Sie wurde 1520 von Woltherus Westerhues aus Münster gegossen. Eine Inschrift in gotischen Minuskeln unter der Lilienborte weist darauf hin: „anno domini MCCCCCXX procul omnia pello, nomen petis est Johannes, noxia mortales ad sacra templa cito“. Eine weitere Glocke aus dem Jahre 1520 wurde im Ersten Weltkrieg für Rüstungszwecke eingeschmolzen.